# Suore francescane dell'Immacolata (Sebenico)
Le Suore Francescane dell'Immacolata (in croato Sestre Franjevke od Bezgrješne; sigla S.F.B.) sono un istituto religioso femminile di diritto pontificio.

## Storia
Le origini dell'istituto risalgono alle comunità di penitenti del Terz'ordine francescano che già nel Trecento esistevano in Croazia, dove i frati minori avevano missioni, ma la prima fraternità di terziarie di vita comune fu fondata nel 1673 dai frati del convento di San Lorenzo a Sebenico.
Le prime due suore, Chiara Žižić e Caterina Burmazova, si stabilirono in un ospizio di Sebenico e presero a dedicarsi alla cura di poveri e ammalati e all'aiuto al clero con il lavoro nelle chiese; si mantenevano con il lavoro manuale e la questua. Nel 1678 furono rivestite dell'abito religioso dal padre guardiano del convento di San Lorenzo, Francesco Fabri, e dopo il noviziato emisero la professione religiosa secondo la regola di san Francesco d'Assisi per il Terz'ordine approvata nel 1521 da papa Leone X.
Nel 1878 Giuseppe Fosco, vescovo di Sebenico, pose le suore sotto la sua giurisdizione, sottraendola a quella dei francescani. A partire dal 1922 le religiose da Spalato iniziarono a diffondersi nelle regioni vicine e aprirono filiali nelle diocesi di Segna, Zagabria, Spalato, Belgrado, Đakovo e Lesina.
La congregazione ricevette il pontificio decreto di lode nel 1973.

## Attività e diffusione
Le suore si dedicano all'educazione della gioventù, all'apostolato parrocchiale, alle opere caritative.
Oltre che in Croazia, sono presenti in Germania; la sede generalizia è a Sebenico.
Alla fine del 2015 l'istituto contava 89 religiose in 12 case.